# Musab Al-Battat
Musab Al-Battat (en árabe: مصعب البطاط‎; Dhahiriya, Estado de Palestina, 12 de noviembre de 1993) es un futbolista del Estado de Palestina que juega en la posición de defensa con el Al-Faisaly Amman de la Liga Premier de Jordania.

## Carrera

### Club
| Periodo   | Club                  |
| --------- | --------------------- |
| 2012-2017 | Shabab Al-Dhahiriya   |
| 2017-2019 | Ahli Al-Khaleel       |
| 2019-2021 | Shabab Al-Dhahiriya   |
| 2021-2024 | Ceramica Cleopatra FC |
| 2024-     | Al-Faisaly Amman      |

### Selección nacional
Debutó con Palestina en 2013 y su primer gol internacional lo anotó el 16 de junio de 2015 en la victoria por 6-0 ante Malasia por la Clasificación de AFC para la Copa Mundial de Fútbol de 2018. Fue convocado para jugar en la Copa Asiática 2019 y la Copa Asiática 2023, siendo en esta última el capitán de la selección.

## Logros
- Liga Premier de Cisjordania (2): 2013, 2015